# Karl Kitzinger

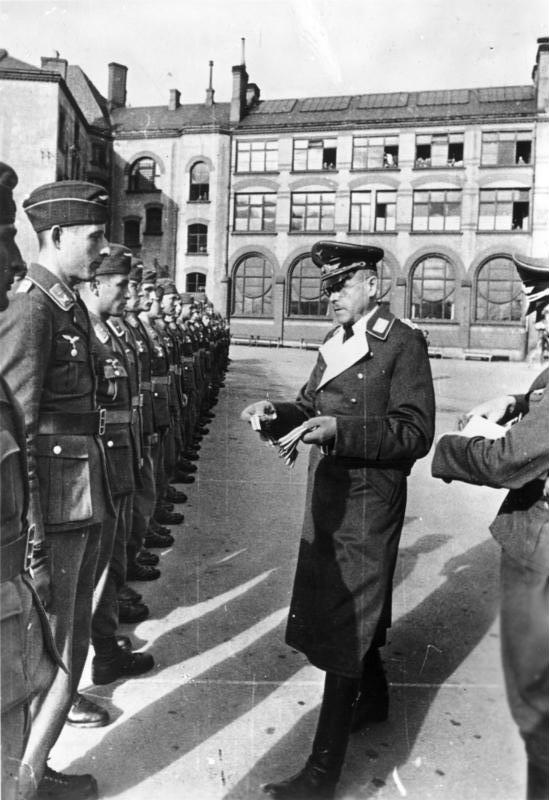
Karl Kitzinger bei der Verleihung von Eisernen Kreuzen an Fallschirmjäger in Norwegen (1940)

Karl Kitzinger (* 18. April 1886 in Neu-Ulm; † 14. April 1962 in Stuttgart) war ein deutscher Offizier, zuletzt General der Flieger. Im Zweiten Weltkrieg war er von Juli 1941 bis Juli 1944 Wehrmachtbefehlshaber im Reichskommissariat Ukraine, wo insbesondere hunderttausende Juden von der Zivilverwaltung oder der Militärverwaltung der systematischen Vernichtung zugeführt wurden; in dieser Position erteilte Kitzinger selbst Befehle zu einzelnen Mord-Aktionen. Vom 23. Juli bis zum 4. Oktober 1944 war er Militärbefehlshaber in Frankreich, anschließend bis Kriegsende Oberbefehlshaber im Festungsbereich West (Westwall).

## Militärkarriere
Kitzinger diente in der Württembergischen Armee zunächst als Fahnenjunker, zwischen dem 5. Juli 1904 und dem 21. März 1911 dann als Zugführer im Pionier-Bataillon Nr. 13. Zwischen dem 1. Januar und dem 1. September 1905 besuchte er die Kriegsschule Hannover. Vom 1. Oktober 1907 bis zum 15. Juli 1909 besuchte er die Vereinigte Artillerie- und Ingenieurschule in Berlin. Zwischen dem 1. und 21. August 1909 wurde Kitzinger zur Gewehrfabrik Erfurt abkommandiert. Vom 22. März 1911 bis 6. August 1914 war er Adjutant in seinem Stammbataillon. Hier wurde er auch vom 22. März bis 1. Oktober 1912 als Gerichtsoffizier verwendet.
Mit Beginn des Ersten Weltkriegs war Kitzinger zwischen dem 7. August 1914 und dem 10. Februar 1915 zunächst Adjutant des Pionier-Kommandanten des XIII. Armee-Korps. Im selben Zeitraum war er zudem vom 1. Oktober bis 1. November 1914 kurzzeitig Kompaniechef im Infanterie-Regiment „Kaiser Friedrich, König von Preußen“ (7. Württembergisches) Nr. 125. Dann, zwischen dem 11. Februar 1915 und 24. Februar 1916 Adjutant des General der Pioniere der 9. Armee. Und vom 25. Februar bis zum 16. Oktober 1916 war er Chef der Minenwerfer-Abteilung 26. Im Oktober 1916 wurde er verwundet. Danach war er bis zum 4. März 1917 als Generalstabsoffizier im Karpaten-Korps eingesetzt; zwischenzeitlich auch als Adjutant der 1. Infanterie-Division. Zwischen dem 5. März und dem 1. August 1917 war er Generalstabsoffizier bei der 46. Reserve-Division, kurzzeitig auch Generalstabsoffizier der 113. Infanterie-Division. Und zwischen dem 2. August 1917 und 31. Januar 1918 war er im Generalstab des Karpaten-Korps; ebenso zwischenzeitlich im 5. Generalstab in Sedan. Zum Ende des Ersten Weltkriegs war er zunächst Arbeitsinspektor im Generalstab (1. Februar bis 10. Juli 1918), dann Chef des Stabes der 35. Infanterie-Division (16. August 1918 bis 1. September 1919).

### Weimarer Republik
In der Weimarer Republik diente er zunächst in der Reichswehr vom 2. September 1919 bis 28. Februar 1922 als Berater der Ausbildungsabteilung im Reichswehrministerium. Dann wurde er Hauptmann im Stab des I. Bataillons des 13. (Württembergischen) Infanterie-Regiments (1. März 1922 bis 22. Januar 1923). Im Jahre 1923 war er als Signal-Offizier im Regimentsstab eingesetzt, bis er dann am 10. Oktober 1923 zum Kompaniechef desselben Regiments wurde (bis zum 20. November 1925).
Vom 1. Dezember 1925 bis zum 20. September 1930 arbeitete er im Stab der 5. Division. Vom 1. Februar 1928 bis zum 1. April 1930 war er zudem Sport-Offizier. Ende 1930 bis Anfang 1931 wurde er erneut im Stab des I. Bataillons des 13. Infanterie-Regiments eingesetzt. Im Frühjahr 1931 übernahm er die Leitung und wurde ab dem 1. April 1931 zum Bataillonskommandeur ernannt, wobei er diese Funktion bis zum 31. Januar 1933 ausübte.

### Nationalsozialismus

#### Vorkriegszeit
Nach der Machtergreifung der Nationalsozialisten war Kitzinger zwischen dem 1. Februar und dem 31. August 1933 Kommandant der Festung Ulm. Im September 1933 war er erneut in der Ausbildungsabteilung des Reichswehrministeriums tätig.
Zwischen dem 1. Oktober 1933 und dem 28. Februar 1934 arbeitete er als Dozent für Militär-Wissenschaften an der Universität Köln. Dann zwischen dem 1. März und dem 20. September 1934 als Festungs-Inspektor II. und im Oktober 1934 als Inspektor der westlichen Befestigungsanlagen.
Am 1. November 1934 trat er zur Luftwaffe über, wo er die Dienststellung des Luftzeugmeisters übernahm. Zum 1. August 1936 wurde er zum Chef des Nachschubamtes im Reichsluftfahrtministerium ernannt. Am 1. Juni 1938 wurde Kitzinger Befehlshaber der Luftverteidigungszone West (Westwall).

#### Zweiter Weltkrieg
Am 1. Oktober 1939, einen Monat nach Ausbruch des Zweiten Weltkriegs, wurde Kitzinger Inspekteur der Luftverteidigungszonen bei gleichzeitiger Beförderung zum General der Flieger. Anfang 1940 war er zugleich Inspekteur der Luftwaffen-Bautruppen. Vom 15. April 1940 bis zum 26. Juni 1941 war Kitzinger Kommandierender General und Befehlshaber im Luftgau Norwegen.
Am 1. Juli 1941, wenige Tage nach dem deutschen Überfall auf die Sowjetunion, wurde Kitzinger Wehrmachtbefehlshaber im Reichskommissariat Ukraine. Diese Dienststellung hatte er bis zum 21. Juli 1944.
Am 26. Juni 1942 gab Kitzinger hinsichtlich der Partisanenbekämpfung den Befehl, dass „bei einem Zweifel hinsichtlich der Wahl der zu treffenden Maßnahmen das härtere Verfahren das richtige“ sei. Im Oktober/November 1942 befahl er dem Kommandanten des Stammlagers (Stalag) für Kriegsgefangene 305, Oberstleutnant Hiltrop, rund 200 jüdische Kriegsgefangene der „Sonderbehandlung“ zuzuführen. Am 21. Juli 1944 beendete Kitzinger seine Tätigkeit im Reichskommissariat Ukraine. 
Am 23. Juli 1944 ernannte Hitler ihn zum Militärbefehlshaber in Frankreich. Sein Vorgänger Carl-Heinrich von Stülpnagel war am Hitler-Attentat beteiligt gewesen. Kitzinger trat seine Stelle, so Peter Lieb, in der festen Absicht an, „die schwierige Lage durch Härte und Bekämpfung der Lethargie in den Stäben“ zu überwinden. Wenige Tage später forderte er seine Teilnahme an den Besprechungen des OB West mit den Oberbefehlshabern von Marine und Luftwaffe, da er nicht als „reiner Territorialverwalter“ angesehen werden wollte; andernfalls drohte er mit seinem Rücktritt. Am 2. August gab das Oberkommando der Wehrmacht Kitzinger den Befehl zur Vorbereitung bzw. Ausarbeitung von Defensivpositionen entlang der Flüsse Somme, Marne und Saône. Kitzinger übte das Amt des Militärbefehlshabers Frankreich nur bis zum 4. Oktober 1944 aus, Paris hatte schon am 25. August kapituliert.
Bereits am Folgetag wurde er erneut Oberbefehlshaber im Festungsbereich West, was er bis zur Kapitulation der Wehrmacht blieb. Seit dem 11. September war das Kommando von den lokalen Wehrkreisbefehlshabern an den OB West transferiert worden. Die Festungsabteilung des OB West wurde aufgewertet zum Oberkommando Festungsbereich West.

## Nachkriegszeit
Am 8. Mai 1945 geriet Kitzinger in britische Kriegsgefangenschaft, aus der er im Jahre 1947 entlassen wurde. Für seine Taten im Nationalsozialismus musste er sich nie verantworten. Über sein Leben in der Nachkriegszeit bis zu seinem Tod im Jahre 1962 ist lediglich bekannt, dass er in Stuttgart als kaufmännischer Angestellter tätig war.

## Auszeichnungen
- Eisernes Kreuz (1914) II. und I. Klasse[6]
- Bayerischer Militärverdienstorden IV. Klasse mit Schwertern[6]
- Ritterkreuz des Württembergischen Militärverdienstorden[6]
- Ritterkreuz I. Klasse des Friedrichs-Ordens mit Schwertern[6]
- Hanseatenkreuz Hamburg[6]
- Mecklenburgisches Militärverdienstkreuz II. Klasse[6]
- Verwundetenabzeichen (1918) in Schwarz[6]
- Österreichisches Militärverdienstkreuz III. Klasse mit der Kriegsdekoration[6]
- Spange zum Eisernen Kreuz II. und I. Klasse
- Karpatenkorps-Abzeichen